# Snoopy & Friends - Il film dei Peanuts
Snoopy & Friends - Il film dei Peanuts (The Peanuts Movie) è un film del 2015 diretto da Steve Martino.
Basato sull'omonima striscia a fumetti creata da Charles M. Schulz. Il film è prodotto dai Blue Sky Studios e distribuito da 20th Century Fox. È il quinto lungometraggio dei Peanuts e il primo ad essere prodotto dopo 35 anni.

## Trama
Charlie Brown, un bambino simpatico ma ridicolmente poco fortunato che vive in una minuscola cittadina americana sulla Costa Ovest, si sente un perdente perché nessuna cosa che fa gli riesce bene. Quando la ragazzina dai capelli rossi si trasferisce nel vicinato e diventa la nuova arrivata a scuola, Charlie sviluppa una cotta per lei, ma non ha il coraggio di parlarle. Lucy consiglia a Charlie di essere più confidente in se stesso per diventare un "vincente". Charlie Brown decide così di intraprendere una serie di nuove attività, nella speranza di farsi notare dalla ragazzina dai capelli rossi.
Il suo primo tentativo è quello di partecipare al talent show della scuola con un numero di magia. Tuttavia, quando il numero di sua sorella Sally Brown va male, Charlie e il suo cane Snoopy si apprestano ad aiutarla facendole vincere il primo posto, pur sacrificando il tempo concesso per il loro numero e ridicolizzandosi. In seguito, quando Charlie scopre che alla ragazzina dai capelli rossi piace ballare, decide di andare al ballo scolastico, e Snoopy gli insegna le mosse migliori. Al ballo, nonostante riesca ad impressionare gli altri con le sue mosse, Charlie attiva accidentalmente il sistema anti incendio, costringendo tutti ad andarsene e perdendo così l'occasione di poter vincere il premio e ballare con lei.
A scuola, Charlie Brown viene messo insieme alla ragazzina dai capelli rossi per fare una relazione su un libro: lui è entusiasta di avere finalmente la possibilità di stare con lei, ma purtroppo la ragazzina dai capelli rossi mancherà per il weekend per motivi familiari. Sperando di fare colpo su di lei e la maestra, Charlie Brown decide di scrivere la relazione da solo e, nonostante l'avvertimento di Marcie, Charlie sceglie Guerra e pace come libro da analizzare per il compito. Nel frattempo, Charlie si rivela l'unico studente che ha ottenuto un punteggio perfetto su un test di intelligenza a sorpresa. Gli altri bambini si congratulano con lui e la sua popolarità aumenta, tanto che sua sorella Sally inizierà a vendere ai suoi compagni oggetti con la sua foto ed altri gadget che lo riguardano.
Quando la ragazzina dai capelli rossi ritorna a scuola, Charlie scopre che il test con il punteggio perfetto appartiene in realtà a Piperita Patty, che lo aveva pure completato di fretta e distrattamente. All'assemblea scolastica in suo onore, Charlie Brown si rifiuta di ricevere la medaglia assegnatagli per il suo ingegno e fa sapere a tutti dell'equivoco, perdendo tutta la sua popolarità. Le cose peggiorano quando la sua relazione di Guerra e pace, che Linus ha trovato geniale, viene distrutta in presenza della ragazzina dai capelli rossi.
Alla fine dell'anno scolastico, Charlie Brown rimane sorpreso quando la ragazzina dai capelli rossi lo sceglie come compagno di penna per l'estate. Charlie finalmente riesce a trovare il coraggio e si reca a casa della bambina per parlarle, ma lì viene a sapere che la ragazzina dai capelli rossi sta per partire per un campo estivo. Inizia la sua disperata corsa nella speranza di riuscire ad arrivare in tempo all'autobus su cui la bambina salirà e, sulla strada, troverà non pochi ostacoli che quasi glielo impediranno, ma poi l'albero mangia-aquiloni lo aiuta facendo cadere un aquilone che Charlie riesce a far volare in presenza di tutti e con esso riesce a raggiungere la ragazzina dai capelli rossi prima che salga sul bus per il campeggio. Charlie Brown le chiede perché lo ha scelto come compagno di penna, nonostante i suoi fallimenti. La ragazzina dai capelli rossi gli dice che in quelle occasioni Charlie si è dimostrato un bambino onesto, premuroso e compassionevole, per questo lo ammira e vuole che si scrivano durante le vacanze. Gli altri bambini raggiungono Charlie Brown e si congratulano con lui prima di festeggiarlo.
In una sottotrama, Snoopy trova una macchina da scrivere in un bidone della spazzatura e con essa crea un alter ego letterario nel quale egli è un asso dell'aviazione durante la prima guerra mondiale e cerca di salvare l'amata Fifì dalle grinfie del Barone rosso. Durante la stesura di ogni capitolo, Snoopy confonderà la realtà con le fantasie nella sua storia, andando incontro alla gang dei Peanuts diverse volte e comportandosi come se stesse combattendo una vera e propria guerra nei cieli. Alla fine Snoopy, con l'aiuto di Woodstock, riesce a sconfiggere il Barone rosso e a salvare Fifì.
Durante i titoli di coda si susseguono due scene: nella prima Charlie Brown e Lucy fanno la classica gag del pallone da football e nella seconda, ambientata nella storia immaginaria di Snoopy, viene mostrato il festeggiamento del salvataggio di Fifì con una riunione di famiglia e improvvisamente il Barone rosso si rivela ancora vivo, quindi Snoopy si mette a imprecargli furiosamente contro giurando vendetta.
Nella scena dopo i crediti, Il barone rosso cade nel laghetto nel parco.

## Produzione
Nel 2006, sei anni dopo la morte del creatore Charles M. Schulz, il figlio Craig ebbe l'idea di fare un film per il cinema e la propose al proprio figlio e sceneggiatore, Bryan. Quando presentarono il film agli studio, Craig Schulz ottenne che il film rimanesse sotto il controllo della sua famiglia: "Non puoi portare persone dall'esterno e aspettarti che capiscano i Peanuts." Il 9 ottobre 2012 fu annunciato che la 20th Century Fox e i Blue Sky Studios stavano sviluppando un film animato in grafica computerizzata basato sulla striscia a fumetti, con Steve Martino come regista su sceneggiatura di Craig Schulz, Bryan Schulz e Cornelius Uliano (anche con ruolo di produttori). Craig Schulz scelse Martino come regista perché mostrò la sua fedeltà ai classici con il suo adattamento di Ortone e i piccoli Chi!.
A proposito della trama del film Martino ha detto: "Credo che Charlie Brown incarni le qualità della perseveranza quotidiana... rimettersi in piedi con un atteggiamento positivo. [...] È una storia con una forte spinta drammatica e trae le sue idee centrali dalla striscia a fumetti". La ragazzina dai capelli rossi comparirà fisicamente nel film e Craig Schulz, a tal proposito, l'ha definita "meravigliosa". Martino e i suoi animatori hanno trascorso più di un anno studiando lo stile di disegno di Charles Schulz per tradurre "il calore del disegno a mano nella precisione dei pixel del CGI" senza perdere nulla. Per le voci di Snoopy e Woodstock la produzione ottenne i diritti di sfruttamento della voce di Bill Melendez, regista e doppiatore dei precedenti film dei Peanuts, morto nel 2008. Martino, inoltre, riuscì ad ottenere i diritti delle musiche tratte da quelle pellicole.
Nell'aprile 2013 la Fox annunciò che il film sarebbe stato proiettato in 3D. Ad ottobre fu dato l'annuncio che Paul Feig si era aggiunto alla lista dei produttori.

## Promozione
Il primo teaser trailer è stato distribuito il 18 marzo 2014. A giugno alla Licensing Expo di Las Vegas fu allestito uno stand per promuovere il film. Il trailer completo, in veste natalizia, è uscito il 18 novembre seguito il giorno seguente dalla versione in italiano. Il 26 novembre è uscita la prima locandina. Il 5 gennaio 2015 è stato distribuito un trailer leggermente diverso da quello rilasciato per le vacanze natalizie. Il 5 marzo sono stati pubblicati 4 nuovi poster rappresentanti Charlie Brown, Linus, Lucy e Snoopy, l'8 aprile quello di Woodstock insieme ad un video in cui Steve Martino spiega come disegnarlo, mentre a partire dal 20 aprile quelli di Patty, Marcie, Schroeder, Pig Pen, Franklin, Violet e Sally. Il 4 giugno è uscita una locandina con tutti i personaggi. Il 17 giugno è stato rilasciato il trailer completo.

## Distribuzione
Il film è stato distribuito nelle sale statunitensi il 6 novembre 2015, mentre in Italia l'uscita, inizialmente prevista per gennaio 2016, è stata anticipata prima al 12 e poi al 5 novembre 2015, ovvero un giorno prima di quella americana. Poco prima, c'è stata l'anteprima mondiale il 31 ottobre a Campobasso per volontà del regista (originario del vicino comune di Toro).
Il film è stato accompagnato ai cinema da un cortometraggio animato della Fox e della Blue Sky dal titolo Scrat-Astrofe Cosmica, un piccolo spin-off della saga L'era glaciale, nonché preludio del quinto capitolo chiamato L'era glaciale - In rotta di collisione.

## Accoglienza

### Critica
Il film è stato accolto positivamente dalla critica. Il sito di recensioni Rotten Tomatoes riporta l'87% di giudizi favorevoli con il seguente commento: "Il film dei Peanuts offre uno scorcio colorato nel mondo dei suoi personaggi classici ed un piacere dolcemente nostalgico – anche se relativamente poco ambizioso - per gli adulti che sono cresciuti con loro". Su Metacritic il film ha ricevuto un punteggio di 67 su 100, ad indicare un "giudizio generalmente positivo", mentre su CinemaScore il pubblico ha dato un giudizio medio di A in una scala da A+ a F.
In Italia la critica ha accolto il film in maniera più negativa. Sul Corriere della Sera Maurizio Porro si dimostra poco soddisfatto del film, dicendo che "il disegno digitale e 3D non rende giustizia delle battute, ci toglie originalità e poesia". Luca Raffaeli, su la Repubblica, definisce i personaggi di Schulz "troppo delicati per essere maneggiati da autori che pensano all'effetto (e al botteghino) più che al rispetto della materia originaria e [...] imbrutti dal 3D "  ed il film con  "un incredibile finale consolatorio che stravolge e tradisce clamorosamente la natura di Charlie Brown". Mymovies.it riporta un gradimento di 2.95 su 5. Dello stesso avviso Alberto Brambilla, che su Fumettologica scrive: "Nel film manca il cinismo con cui Schulz guardava agli insuccessi di Charlie Brown. Quello sguardo disilluso con cui disegna i fallimenti del bambino".

## Riconoscimenti
- 2016 – Golden Globe
  - Candidatura al miglior film d'animazione

## Altri media
Dal film è stato tratto il videogioco Snoopy & Friends - Il film dei Peanuts: La grande avventura di Snoopy (The Peanuts movie: Snoopy's grand adventure), un platform disponibile per Nintendo 3DS, Wii U, PlayStation 4, Xbox One e Xbox 360 ambientato qualche mese dopo gli eventi del film in cui Charlie Brown e i suoi amici giocano a nascondino mentre Snoopy e Woodstock devono cercarli.